# Mahananda
Il Mahananda è un fiume che scorre in India settentrionale e Bangladesh. Nasce sulle colline del Darjiling (Darjeeling) nell'estremità settentrionale del Bengala Occidentale. Il fiume scorre verso sud attraverso una ricca regione agricola del Bihar, entra nel Bengala Occidentale, attraversa Ingraj Bazar, e prosegue verso sud-est in Bangladesh per congiungersi con il Gange a Godagari Ghat dopo un percorso di 360 km. Il Mahananda forma, nel suo tratto superiore, un'importante barriera linguistica orientale tra le aree in cui si parla bengali e hindi.